# Сюй Юаньюань
Сюй Юаньюань (кит. трад. 许婳婳; нар. 8 березня 1981) — китайська шахістка, гросмейстер серед жінок від 2003 року.

## Шахова кар'єра
У 1995-2001 роках неодноразово представляла Китай на чемпіонаті світу серед дівчат у різних вікових категоріях, двічі здобувши золоті медалі, 1997 (Єреван, в категорії до 16 років) та 2000 (Єреван, до 20 років). 2001 року посіла 3-тє місце (позаду Сюй Юйхуа і Ван Пінь) на зональному турнірі і завоювала путівку на чемпіонат світу, який пройшов за олімпійською системою. У 1-му раунді цього турніру обіграла Суленніс Пінью Вегу, але в 2-му поступилась Дагне Чюкшіте і припинила подальшу боротьбу. 2002 року посіла 2-ге місце (позаду Зігурдса Ланки) на турнірі за швейцарською системою в Гронінгені<. 2003 року поділила 4-5-те місце в Калькутті (чемпіонат Азії, позаду Гампі Конеру, Хоанг Тхань Чанг і Харіки Дронаваллі, разом з Шень Ян і Lê Kiều Thiên Kim), а також досягнула двох значних успіхів: у Шаньвеї стала чемпіонкою Китаю, а в Чунціні перемогла на зональному турнірі, завдяки чому наступного року вдруге в кар'єрі взяла участь у чемпіонаті світу за олімпійською системою, який відбувся в Елісті. Однак на ньому виступила гірше, ніж попереднього разу, вже в 1-му раунді поступившись Тетяні Василевич. 2004 року поділила 3-тє місце (позаду Ван Пінь і Цінь Каньїн) у фіналі чемпіонату Китаю у Ланьчжоу, а на наступному чемпіонаті (Хефей, 2005) поділила 4-те місце. Належала тоді до першої п'ятидесятки шахісток світу, проте, після винятково для неї невдалого турніру в Пекіні, на якому втратила 76 очок рейтингу Ело, припинила виступи на турнірах під егідою ФІДЕ.
Найвищий рейтинг Ело в кар'єрі мала станом на 1 січня 2001 року, досягнувши 2437 пунктів займала тоді 25-те місце в світовому рейтинг-листі ФІДЕ, одночасно займаючи 1-ше місце серед юніорок і 8-ме серед китайських шахісток.